# Благодійна Україна – 2020
Основна стаття: Національний конкурс «Благодійна Україна»
У Вікіпедії є статті про інші значення цього терміна: Переможці Національного конкурсу «Благодійна Україна»
«Благодійна Україна — 2020», також XIV національний конкурс «Благодійна Україна» Національний конкурс «Благодійна Україна» — щорічний всеукраїнський конкурс з відзначення найкращих благодійників і найбільш ефективних благодійних ініціатив в Україні. Заснований 2012 року Асоціацією благодійників України.
|  | Гасло конкурсу: "Подякуйте своєму благодійнику разом з усією країною"! |

XIV Національний конкурс «Благодійна Україна» було оголошено у жовтні 2020 року. Учасники подавали заявки на конкурс у 19 основних та 3 спеціальних номінаціях та 3 індивідуальні номінації. Збір конкурсних заявок тривав до 15 березня 2021 року. Загалом на конкурс надійшло 1163 заявки від благодійників з усіх куточків. У 2020 році було запроваджено нову спеціальну тематичну номінацію «Менеджер року у сфері доброчинності». Національна експертна рада та більше ніж 45 залучених зовнішніх експертів визначили найкращих благодійників в Україні. Цьогоріч учасники конкурсу подавали свої заявки в 25 номінації. Найбільша кількість заявок надійшла у колективну номінацію «Благодійність в соціальній сфері» – 143 заявки.
Згідно Положення «Про Національний конкурс «Благодійна Україна», Асоціація благодійників України, як засновник конкурсу, щорічно формує керівні органи конкурсу. Керівними органами є: Організаційний комітет, Наглядова рада, Національна експертна рада, Медіа-рада та Ділова рада.

## Регіональні етапи Національного конкурсу
Щороку, окрім національного конкурсу, проходять і регіональні його етапи. У цьому році було оголошено 11-ть регіональних конкурсів: 
- Благодійна Львівщина[6] – 43 заявки;
- Благодійна Херсонщина[7] – 41 заявка;
- Благодійна Хмельниччина[8] – 33 заявки;
- Благодійна Одещина[9] – 38 заявок;
- Благодійна Вінниччина[10] – 115 заявок;
- Благодійна Донеччина[11] – 43 заявки;
- Благодійна Житомирщина[12] – 68 заявок;
- Благодійна Миколаївщина[13] – 52 заявки;
- Благодійна Київщина[14] – 332 заявки;
- Благодійна Полтавщина[15] – 50 заявок;
- Благодійне Запоріжжя[16] – 104 заявки.

Найбільше заявок на регіональні конкурси надійшли з Київської області – 332, на другому місці Вінницька область – 115, на третьому місці Запоріжжя – 104 заявки.

## Нагородження переможців Національного конкурсу «Благодійна Україна-2020»
У зв’язку із рішенням Кабінету Міністрів щодо запровадження на всій території України режиму надзвичайної ситуації та карантинних заходів, заборони проведення масових оргкомітетом конкурсу було прийнято рішення перенести оголошення результатів конкурсу в онлайн режимі. 22 квітня 2021 року на сайті конкурсу були оголошені лауреати (без зазначення місця) у всіх 24-ох номінаціях та оголошено переможця у номінації Народний благодійник.
Церемонія нагородження переможців конкурсу відбулась 3 червня 2021 року у Музейно-виставковому центрі Музею історії міста Києва. Її провели співачка, мисткиня, журналіст, волонтер, громадський діяч та Голова наглядової ради конкурсу Анжеліка Рудницька, журналіст та телеведучий Олексій Ананов.
Нагороди переможцям вручали: Президент Асоціації благодійників України, Голова Оргкомітету Національного конкурсу «Благодійна Україна» – Олександр Максимчук; Голова Наглядової ради МБФ «Україна 3000», членкиня Національної експертної ради конкурсу – Катерина Ющенко; Голова Комітету Верховної Ради України з питань здоров'я нації, медичної допомоги та медичного страхування – Михайло Радуцький; фронтмен гурту «Мандри», волонтер та член Наглядової ради конкурсу – Сергій Фоменко; заступниця Міністра з питань реінтеграції тимчасово окупованих територій України – Інна Драганчук; перша заступниця генерального директора Музею історії Києва – Тетяна Костенко; Голова Наглядової ради МБФ «Україна 3000» та Віце-президент ВБО «Асоціація благодійників України» – Марина Антонова; виконавчий директор Ресурсного центру розвитку громадських організацій «Гурт» – Богдан Маслич; акторка, волонтерка, членкиня Наглядової ради конкурсу – Ірма Ванца-Вітовська; Голова Національної соціальної сервісної служби України – Владислав Машкін; громадський діяч, підприємець, член правління Асоціації благодійників та почесний консул в республіці Індонезія – Андрій Іонов; виконуюча обов'язки виконавчого директора Українського культурного фонду – Ірина Осадча; Державний секретар Кабінету Міністрів України – Олександр Ярема; журналіст, радіоведучий, телеведучий, медіа-експерт, голова правління ГО "Громадське радіо" та член Медіа ради Конкурсу «Благодійна Україна» Андрій Куликов.

## Переможці конкурсу у 2020 році
Переможці отримали найвищу доброчинну нагороду України — «Янгола Добра», а лауреати — пам'ятні дипломи. Нагороди створені дизайн-студією Асоціації «Український бурштиновий світ».
Переможці у номінаціях:
Благодійність великого бізнесу
- 1 місце: Група Нафтогаз (АТ «Укргазвидобування») (м. Київ)
- 2 місце: Приватне Акціонерне Товариство «МХП» (м. Київ)
- 3 місце: ТОВ сільськогосподарське підприємство «Нібулон» (Микол обл.)

Благодійність середнього та малого бізнесу
- 1 місце: ТОВ «Агрофірма «ім. Довженка» агропромхолдингу Астарта-Київ (Полтавська обл.)
- 2 місце: ТОВ «ТІРАС-12» (Вінницька обл.)
- 3 місце: СТОВ Агрофірма «Ольгопіль» (Вінницька обл.)

Корпоративна благодійність
- 1 місце: Корпоративний фонд Української пожежно-страхової компанії (Вінницька обл.)
- 2 місце: ТОВ «Ашан Україна Гіпермаркет» (м. Київ)
- 3 місце: ІТ-компанія «SoftServeInc»

Всеукраїнська благодійність
- 1 місце: Міжнародний благодійний фонд «Українська Біржа Благодійності» (м. Київ)
- 2 місце: Всеукраїнська благодійна організація «Конвіктус Україна» (м. Київ)
- 3 місце: Благодійний фонд «Карітас-Київ» (м. Київ)

Платформа добра
- 1 місце: Благодійний фонд «Таблеточки» (м. Київ)
- 2 місце: Благодійний фонд «Біржа благодійності «Добродій» (Дніпропетровська обл.)
- 3 місце: Міжнародний благодійний фонд розвитку Меморіалу жертв Голодомору (м. Київ)

Благодійність неурядового сектору
- 1 місце: Вінницька обласна правозахисна організація «Джерело надії» (Вінницька обл.)
- 2 місце: Громадська організація «Соціальний центр МХП» (Вінницька обл.)
- 3 місце: Дрогобицька міськрайонна громадська організація «Спільнота взаємодопомоги «Наша хата» (Львівська обл.)

Регіональна благодійність
- 1 місце: Благодійний фонд «Із янголом на плечі» (Львівська обл.)
- 2 місце: Благодійний фонд «Подільська громада» (Вінницька обл.)
- 3 місце: Благодійний фонд «Карітас-Житомир» (Житомирська обл.)

Місцева благодійність
- 1 місце: Благодійна організація «Український фонд благодійництва» (Житомирська обл.)
- 2 місце: Благодійна організація «Мережа 100 відсотків життя. Запоріжжя» (Запорізька обл.)
- 3 місце: Громадська організація «Життя та розвиток громад» (Вінницька обл.)

Благодійність в соціальній сфері
- 1 місце: Благодійний Фонд «Разом з Кернел» (м. Київ)
- 2 місце: Харківський обласний благодійний фонд «Соціальна служба допомоги» (Харківська обл.)
- 3 місце: Міжнародний благодійний фонд «Місія в Україну» (Житомирська обл.)

Благодійність в екології та охороні довкілля
- 1 місце: Благодійний фонд «Щаслива лапа» (м. Київ)
- 2 місце: Благодійний фонд «Міжнародна Допомога «Добрий Самарянин» (Одеська обл.)
- 3 місце: Громадська організація «Всеукраїнський молодіжний рух «Лец ду іт Юкрейн» (м. Київ)

Благодійність в охороні здоров’я
- 1 місце: Товариство з обмеженою відповідальністю «Епіцентр К» (м. Київ)
- 2 місце: Миколаївський місцевий благодійний фонд «Центр соціальних програм» (Миколаївська обл.)
- 3 місце: Благодійний фонд «Свічадо» (Харківська обл.)

Благодійність в освіті та науці
- 1 місце: Благодійний фонд «Благомай» (м. Київ)
- 2 місце: Агропромхолдинг «Астарта-Київ» (м. Київ)
- 3 місце: Благодійний Фонд «Фундація Сео Клаб» (м. Київ)

Благодійність в культурі та мистецтві
- 1 місце: Міжнародний фонд Івана Франка (м. Київ)
- 2 місце: Громадська організація «Всеукраїнський демократичний форум» (м. Київ)
- 3 місце: Мистецьке об'єднання Львова «Арт-кластер» (Львівська обл.)

Благодійність в захисті України
- 1 місце: Бердичівський Благодійний Фонд «Оберіг-26» (Житомирська обл.)
- 1 місце: RevivedSoldiersUkraine / Відродження захисників України (Київська обл.)
- 2 місце: Благодійний фонд «Сестра милосердя» (Харківська обл.)

Молодіжні благодійні ініціативи
- 1 місце: Волонтерський загін «Єдність» УМСА (Полтавська обл.)
- 2 місце: Херсонський центр позашкільної роботи (Херсонська обл.)
- 3 місце: Громадська організація «Молодіжний ресурсний центр «Нові крила» (Волинська обл.)

«Добро починається з тебе»
- 1 місце: Вінницький ліцей №7 ім. Олександра Сухомовського (Вінницька обл.)
- 2 місце: Ізяславський НВК «Загальноосвітня школа І-ІІІ ступенів №2, ліцей» імені О. Кушнірука (Хмельницька обл.)
- 3 місце: Волонтерський загін «Позитив» Полтавської загальноосвітньої школи І-ІІІ ступенів № 19 (Полтавська обл.)

Колективне волонтерство
- 1 місце: Благодійний фонд «Незалежна країна» (м. Київ)
- 2 місце: Волонтерська мережа «VolunteerCommunityUkraine» (м. Київ)
- 3 місце: Громадська організація «Асоціація жінок України «Дія» (Одеська обл.)

Інновації в благодіності
- 1 місце: Благодійний фонд «Твоя опора» (Київська обл.)
- 2 місце: Благодійний фонд «Клуб Добродіїв» (м. Київ)
- 3 місце: Kind Challenge (м. Київ)

Благодійна акція року
- 1 місце: Всеукраїнський благодійний фонд «Допомагати просто!». Благодійна акція «Звичайне диво» (Дніпропетровська обл.)
- 2 місце: ТОВ «Вог рітейл». Благодійна акція «Дорога добра» (м. Київ)
- 3 місце: Благодійний фонд «Старенькі». Благодійна акція «Збір коштів на підгузки для самотніх літніх людей» (м. Київ)

Менеджер року у сфері доброчинності
- 1 місце: Наталія Оніпко (Голова правління БФ «Запорука»), (м. Київ)
- 2 місце: Валерія Татарчук (Голова правління БФ «Твоя опора»), (Київська обл.)
- 3 місце: Євгенія Кувшинова (Виконавча директорка МБФ «Конвіктус Україна»), (м. Київ)
- 3 місце: Лоліта Кузіна (Голова правління БФ «Біржа благодійності «Добродій») (Дніпропетровська обл.)

Благодійник року
- 1 місце: Леся Литвинова (Олександра Коваль), (м. Київ)
- 2 місце: Юрій Рожков ( Херсонська обл.)
- 3 місце: Петро Залізний (Житомирська обл.)

Волонтер року
- 1 місце: Наталія Юсупова (м. Київ)
- 2 місце: Юлія Толмачова (Житомирська обл.)
- 3 місце: Ганна Юрбаш (Чернівецька обл.)

Медіа і Благодійністьhttps://www.youtube.com/watch?v=g26pDjOvgro [Архівовано 18 січня 2022 у Wayback Machine.]
- 1 місце: Інформаційний медіа портал Уфонду (м. Київ)
- 2 місце: Громадська організація «Життя буремне» (м. Київ)
- 3 місце: МКП «Інформаційно-телевізійне агентство «Віта» (Вінницька обл.)

Допомога з-за кордону
- 1 місце:Волонтерська спілка «BevarUkraine» (Данія)
- 2 місце: l'Associationde «Aide et partage France-Ukrane» (Франція)
- 3 місце: Культурно-освітній Хаб «Нова Україна» (США)
- 3 місце: SibylleStrack-Zimmermann (Німеччина)

Народний благодійник
- 1 місце: Катерина Барел (Катя Бльостка) за проєкт збору коштів для платформи «Зерна правди» МБФ розвитку Меморіалу жертв Голодомору.
- 2 місце: Проєкт «Ми Разом вдома за проєкт безкоштовної психологічної підтримки тим, хто того потребує
- 3 місце: Юлія Таринська – зараховано 1033 голоси (номінантка висунена членами ГО «Гуцульські волонтери», Косівська волонтерка та патронатна вихователька, яка втягує в орбіту доброчинної діяльності десятки людей).

Спеціальні відзнаки Конкурсу
1. Спеціальна відзнака: Отець Віталій Сидорук (посмертно) за соціальну благодійність та особистий внесок до розвитку благодійності в Україні;
2. Спеціальна відзнака: Медичний Центр NOVO (м. Львів) за сприяння розвитку благодійності та багаторічну системну підтримку доброчинного сектора в Україні;
3. Спеціальна відзнака: Спеціальна відзнака запроваджена Національною програмою КультНовація: БФ «Мрійники України» за інноваційні ідеї та підходи до розвитку благодійності в Україні;
4. Спеціальна відзнака: за визначний внесок у розвиток дитячої медицини в Україні академіку Юрію Геннадійовичу Антипкіну;
5. Спеціальна відзнака: за багаторічну системну підтримку благодійних ініціатив в Україні та Асоціації благодійників України нагороджується Петро Андрійович Ющенко;
6. Почесна відзнака-2020 за багаторічну системну підтримку благодійності в Україні Йосипу Осташинському;
7. Почесна відзнака-2020 за багаторічну системну підтримку благодійності в Україні Анатолію Павленку та БФ «Дніпровський»;
8. Подяка конкурсу за багаторічну системну підтримку благодійності в Україні нагороджується Благодійний фонд «Допомагати просто!»
9. Подяка конкурсу за щирий доброчинний внесок у збереження історичної спадщини України нагороджується Божена та Олег Іванусів;

## Керівні органи
Згідно з Положенням про Національний конкурс «Благодійна Україна», Асоціація благодійників України, як засновник конкурсу, щорічно формує керівні органи конкурсу. Керівними органами є: Організаційний комітет, Наглядова рада, Національна експертна рада, Медіа-рада та Ділова рада Національного конкурсу «Благодійна Україна — 2020». Засновник конкурсу — Асоціація благодійників України, співзасновники — МБФ «Україна 3000».
1. Організаційний комітет є постійно діючим робочим органом конкурсу, який забезпечує його проведення, пов'язаних з ним заходів та діяльність керівних органів конкурсу. До складу організаційного комітету конкурсу увійшли:
  - Олександр Максимчук  – президент Асоціації благодійників України. Голова організаційного комітету;
  - Антонова Марина  – голова Правління Міжнародного благодійного фонду «Україна 3000»;
  - Олійник Олександр  – віце-президент Асоціації благодійників України;
  - Демчак Володимир  – президент «Української торгово-промислової конфедерації»;
  - Мудрак Лариса  – віце-президент Асоціації благодійників України, журналістка, медіа-експертка і волонтерка;
  - Вієру Ольга  – директорка Національного центру «Український дім».
2. Наглядова рада — презентує конкурс, приймає стратегічні рішення з проведення конкурсу, здійснює консультування та нагляд за роботою Організаційного комітету і Національної експертної ради. До складу Наглядової ради конкурсу увійшли:
  - Рудницька Анжеліка  – співачка, мисткиня, журналіст, волонтер, громадський діяч. Голова Наглядової ради;
  - Фоменко Сергій  – співак, лідер музичного гурту «Мандри»;
  - Малкович Іван  – поет, директор видавництва «А-БА-БА-ГА-ЛА-МА-ГА»;
  - Ірма Вітовська-Ванца   – акторка, волонтер;
  - Марія Бурмака  – народна артистка України, співачка, громадська діячка;
  - Білозір Оксана  – народна артистка України, депутат Верховної Ради України, волонтер.
  - Климпуш-Цинцадзе Іванна  - народна депутатка України Верховної Ради IX скликання, Голова Комітету Верховної Ради з питань інтеграції України до Європейського Союзу;
  - Федів Юлія  - виконавча директорка, член Дирекції Українського культурного фонду.
3. Національна експертна рада — визначає переможців та лауреатів на загальнодержавному та регіональному рівнях конкурсу. До складу Національної експертної ради цьогоріч увійшли:
  - Криса Марина  – президент Благодійного фонду «Приятелі дітей». Голова Національної експертної ради;
  - Олійник Олександр – віце-президент Асоціації благодійників України. Секретар Національної експертної ради;
  - Ющенко Катерина  – голова Наглядової ради Міжнародного благодійного фонду «Україна 3000»;
  - Мудрак Лариса  – віце-президент Асоціації благодійників України, журналіст, медіа-експерт і волонтер;
  - Демчак Володимир  – президент «Української торгово-промислова конфедерації»;
  - Федів Юлія  – виконавча директорка, член Дирекції Українського культурного фонду.
4. Медіа-рада — сприяє популяризації теми благодійності в Україні в засобах масової інформації. Медіа-рада є експертною групою з оцінювання номінації «Благодійність у медіа». Склад медіа-ради конкурсу:
  - Мудрак Лариса - віце-президент Асоціації благодійників України, журналіст, медіа-експерт і волонтер. Голова медіа-ради;
  - Олег Наливайко  – журналіст, голова Державного комітету телебачення і радіомовлення України;
  - Ляховецька Тетяна  – телевізійний продюсер, волонтер;
  - Андрій Куликов  – журналіст, редактор, радіоведучий, телеведучий, медіа-експерт, голова правління ГО "Громадське радіо";
  - Маслич Богдан  – засновник Ресурсного центру розвитку громадських організацій «Гурт»;
  - Кузнєцова Інна — головний редактор Київського бюро Української служби «Радіо Свобода»;
  - Шмигальова Юлія  – виконавча директорка Українського кризового медіа- центру;
  - Бабій Галина - музикознавець, журналістка, авторка, сценаристка і продюсерка радіопрограм. Ведуча програм на Першому каналі Українського радіо та на "Радіо Промінь".
5. Ділова рада — популяризує конкурс та благодійність у діловому середовищі. Також Ділова рада є експертною групою з оцінювання таких номінацій: «Благодійність великого бізнесу»; «Благодійність середнього бізнесу»; «Благодійність у малого бізнесу»; «Корпоративна благодійність»; «Меценат року». Склад Ділової ради конкурсу:
  - Демчак Володимир — президент «Української торгово-промислова конфедерації». Голова Ділової ради;
  - Кузнєцова Анжела — ректор ДВНЗ «Університет банківської справи»;
  - Іонов Андрій — директор громадської організації «Вектор».

## Партнери
- Ресурсний центр «ГУРТ»
- Територія А
- Український кризовий медіа-центр
- Медичний Центр NOVO